# Gemini 11
För andra betydelser, se Gemini.
Gemini 11 var NASA:s nionde bemannade färd i Geminiprogrammet och 15:e bemannade färden totalt. Astronauterna Charles P. Conrad och Richard F. Gordon flög ombord. Färden genomfördes 12–16 september 1966 och varade i 71 timmar, 17 minuter och 8 sekunder. 
Farkosten sköts upp med en Titan II-raket från Cape Kennedy Air Force Station.

### Fotnoter
1. ↑  ”NASA Space Science Data Coordinated Archive” (på engelska). NASA. https://nssdc.gsfc.nasa.gov/nmc/spacecraft/display.action?id=1966-081A. Läst 27 mars 2020.